# Jackson Withrow
Jack Withrow (Omaha, 7 juli 1993) is een Amerikaanse tennisspeler. Hij heeft vijf ATP-toernooien gewonnen in het dubbelspel. Hij heeft twee challengers in het enkelspel en zestien challengers in het dubbelspel op zijn naam staan.

## Palmares dubbelspel
| Nr.                              | Datum             | Toernooi          | Ondergrond    | Partner           | Tegenstanders in finale               | Score                  | Details |
| -------------------------------- | ----------------- | ----------------- | ------------- | ----------------- | ------------------------------------- | ---------------------- | ------- |
| Gewonnen finales herendubbel     |                   |                   |               |                   |                                       |                        |         |
| 1.                               | 25 februari 2018  | ATP Delray Beach  | Hardcourt     | Jack Sock         | Nicholas Monroe John-Patrick Smith    | 4-6, 6-4, [10-8]       | Details |
| 2.                               | 25 september 2022 | ATP San Diego     | Hardcourt     | Nathaniel Lammons | Jason Kubler Luke Saville             | 7–6(5), 6–2            | Details |
| 3.                               | 23 juli 2023      | ATP Newport       | Gras          | Nathaniel Lammons | William Blumberg Max Purcell          | 6–3, 5–7, [10–5]       | details |
| 4.                               | 30 juli 2023      | ATP Atlanta       | Hardcourt     | Nathaniel Lammons | Max Purcell Jordan Thompson           | 7–6(3), 7–6(4)         | details |
| 5.                               | 26 augustus 2023  | ATP Winston-Salem | Hardcourt     | Nathaniel Lammons | Lloyd Glasspool Neal Skupski          | 6–3, 6–4               | details |
| 6.                               | 3 oktober 2023    | ATP Astana        | Hardcourt (i) | Nathaniel Lammons | John Peers Mate Pavic                 | 7-6(4), 7-6(7)         | details |
| Verloren finales herendubbel     |                   |                   |               |                   |                                       |                        |         |
| 1.                               | 11 februari 2018  | ATP Quito         | Gravel        | Austin Krajicek   | Nicolás Jarry Hans Podlipnik Castillo | 6-7(6), 3-6            | Details |
| 2.                               | 16 oktober 2022   | ATP Gijón         | Hardcourt (i) | Nathaniel Lammons | Máximo González Andrés Molteni        | 7–6(6), 6–7(4), [5–10] | Details |
| 3.                               | 14 januari 2023   | ATP Auckland      | Hardcourt     | Nathaniel Lammons | Nikola Mektić Mate Pavić              | 4–6, 7–6(5), [6–10]    | details |
| 4.                               | 12 februari 2023  | ATP Dallas        | Hardcourt (I) | Nathaniel Lammons | Jamie Murray Michael Venus            | 6–1, 6–7(4–7), [7–10]  | details |
| 5.                               | 4 maart 2023      | ATP Acapulco      | Hardcourt     | Nathaniel Lammons | Alexander Erler Lucas Miedler         | 6–7(9), 6–7(7)         | details |
| 6.                               | 26 september 2023 | ATP Zhuhai        | Hardcourt     | Nathaniel Lammons | Jamie Murray Michael Venus            | 4–6, 4–6               | details |
| 7.                               | 30 oktober 2023   | ATP Wenen         | Hardcourt (i) | Nathaniel Lammons | Rajeev Ram Joe Salisbury              | 4-6, 7-5, [10-12]      | details |
| Gewonnen challengers herendubbel |                   |                   |               |                   |                                       |                        |         |
| 1.                               | 29 januari 2017   | Maui              | Hardcourt     | Austin Krajicek   | Bradley Klahn Tennys Sandgren         | 6-4, 6-3               |         |
| 2.                               | 25 februari 2017  | Morelos           | Hardcourt     | Austin Krajicek   | Kevin King Dean O'Brien               | 6-7(4), 7-6(5), [11-9] |         |
| 3.                               | 23 juli 2017      | Gatineau          | Hardcourt     | Bradley Klahn     | Hans Hach Verdugo Vincent Millot      | 6-2, 6-3               |         |
| 4.                               | 30 juli 2017      | Granby            | Hardcourt     | Joe Salisbury     | Marcel Felder Go Soeda                | 4-6, 6-3, [10-6]       |         |
| 5.                               | 4 maart 2018      | Indian Wells      | Hardcourt     | Austin Krajicek   | Kevin King Nathan Pascha              | 6-7(3), 6-1, [11-9]    |         |

## Prestatietabellen
| Legenda | Legenda                          |
| ------- | -------------------------------- |
| g.t.    | geen toernooi gehouden           |
| l.c.    | lagere categorie                 |
| –       | niet deelgenomen                 |
| G       | uitgeschakeld in de groepsfase   |
| 1R      | uitgeschakeld in de eerste ronde |
| 2R      | uitgeschakeld in de tweede ronde |
| 3R      | uitgeschakeld in de derde ronde  |
| 4R      | uitgeschakeld in de vierde ronde |
| KF      | uitgeschakeld in de kwartfinale  |
| HF      | uitgeschakeld in de halve finale |
| F       | de finale verloren               |
| W       | het toernooi gewonnen            |
| w-v     | winst/verlies-balans             |

### Prestatietabel dubbelspel
| Grandslamtoernooien  |      |      |      |      |      |      |      |      |   |
| Australian Open      | –    | –    | –    | 3R   | 2R   | –    | 2R   | 1R   |   |
| Roland Garros        | –    | –    | 1R   | –    | 1R   | 1R   | 3R   | 1R   |   |
| Wimbledon            | –    | –    | 1R   | –    | g.t. | 1R   | 2R   | KF   |   |
| US Open              | 1R   | 2R   | 2R   | KF   | 2R   | 2R   | 2R   | KF   |   |
| ATP Masters 1000     |      |      |      |      |      |      |      |      |   |
| Indian Wells         | –    | –    | –    | –    | g.t. | –    | –    | 1R   |   |
| Miami                | –    | –    | –    | –    | g.t. | –    | –    | HF   |   |
| Monte Carlo          | –    | –    | –    | –    | g.t. | –    | –    | –    |   |
| Madrid               | –    | –    | –    | –    | g.t. | –    | –    | 2R   |   |
| Rome                 | –    | –    | –    | –    | –    | –    | –    | –    |   |
| Montreal/Toronto     | –    | –    | –    | –    | g.t. | –    | –    | 2R   |   |
| Cincinnati           | –    | 1R   | –    | –    | –    | –    | –    | 1R   |   |
| Shanghai             | –    | –    | –    | –    | g.t. | g.t. | g.t. | 1R   |   |
| Parijs               | –    | –    | –    | –    | –    | –    | –    | KF   |   |
| Olympische Spelen    |      |      |      |      |      |      |      |      |   |
| Olympische Spelen    | g.t. | g.t. | g.t. | g.t. | g.t. | –    | g.t. | g.t. |   |
| Statistieken         |      |      |      |      |      |      |      |      |   |
| Totaal aantal titels | 0    | 0    | 1    | 0    | 0    | 0    | 1    | 4    | 0 |
| Eindejaarsranking    | —    | 109  | 87   | 67   | 82   | 90   | 49   | 22   |   |